# Seguridad ciudadana

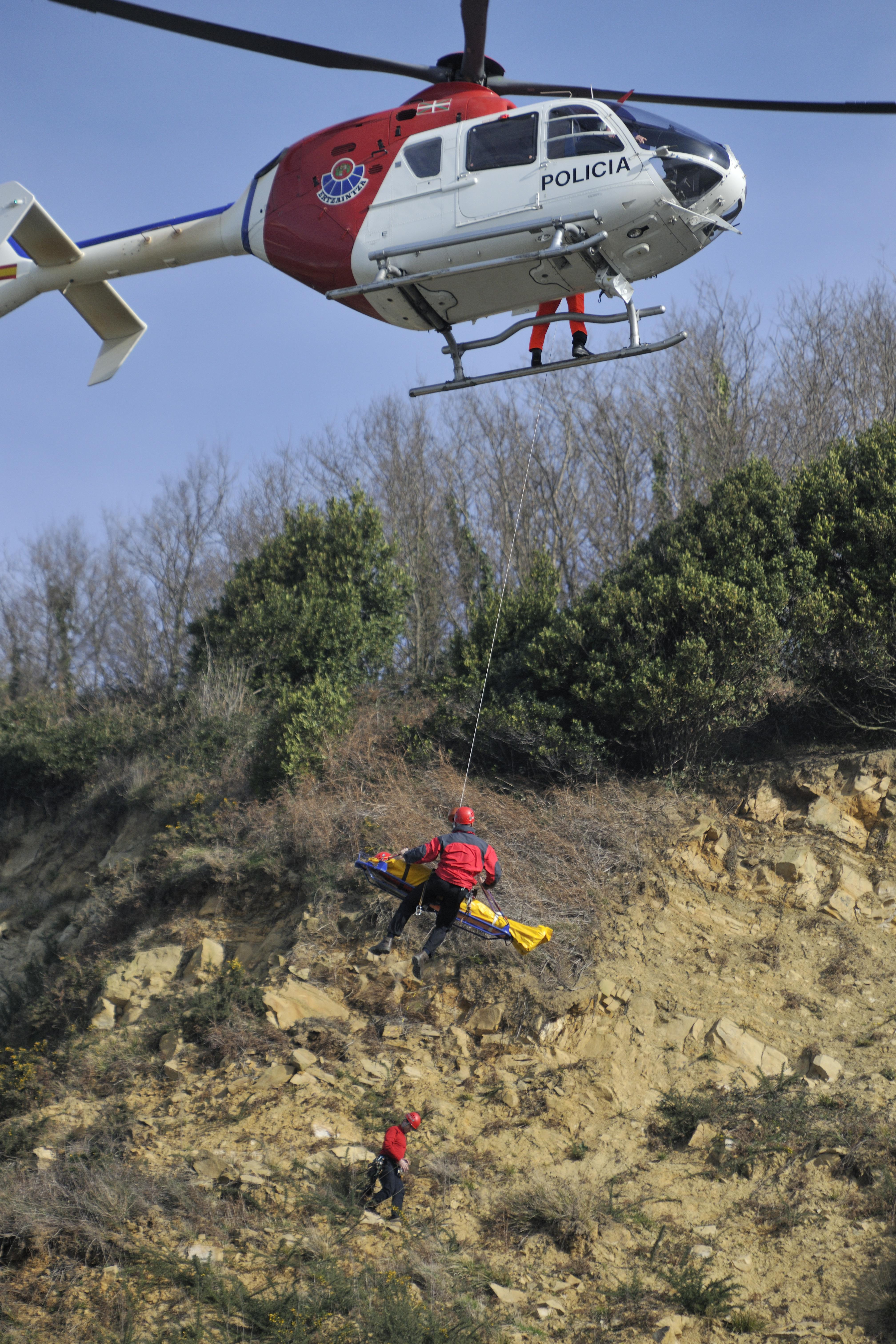
La seguridad ciudadana se entiende como la acción del Estado para proteger al ciudadano y asegurar su calidad de vida. En la imagen un rescate en montaña.

La seguridad ciudadana es la acción integrada que desarrolla el Estado, con la colaboración de la ciudadanía y de otras organizaciones de interés público, destinada a asegurar su convivencia y desarrollo pacífico, la erradicación de la violencia. La utilización pacífica y ordenada de vías y de espacios públicos y en general evitar la comisión de delitos y faltas contra las personas y sus bienes. En líneas generales, por seguridad ciudadana debe entenderse el conjunto de acciones democráticas en pro de la seguridad de los habitantes y de sus bienes, y ajustadas al derecho de cada país. 
El reto actual es armonizar el ejercicio de los derechos humanos de cada uno con las distintas políticas en materia de seguridad ciudadana de los estados. Por ejemplo, la Organización de los Estados Americanos plantea que en ocasiones se aplican políticas que se han demostrado ineficaces, como por ejemplo el aumento de las penas, la reducción de garantías procesales, o medidas para aplicar el derecho penal a menores de edad; que pueden derivar en movimientos paramilitares o parapoliciales —milicias de «autodefensa»—, cuando el Estado no es capaz de reaccionar de una forma eficaz ante la violencia y el delito, complicando la situación.

## Terminología
En los países hispanohablantes hay ocasiones en las que se prefiere usar términos como «orden público» —que no debe confundirse con el concepto de orden público—, «seguridad de los habitantes», «seguridad pública», en vez de «seguridad ciudadana» o «seguridad nacional», por motivos históricos que dependen de cada país.
De forma análoga, en España se usa a menudo el término «seguridad ciudadana» en referencia al orden público o a la seguridad pública, pues el término «orden público» fue usado durante la dictadura de Francisco Franco para justificar medidas represivas.

## Historia del concepto

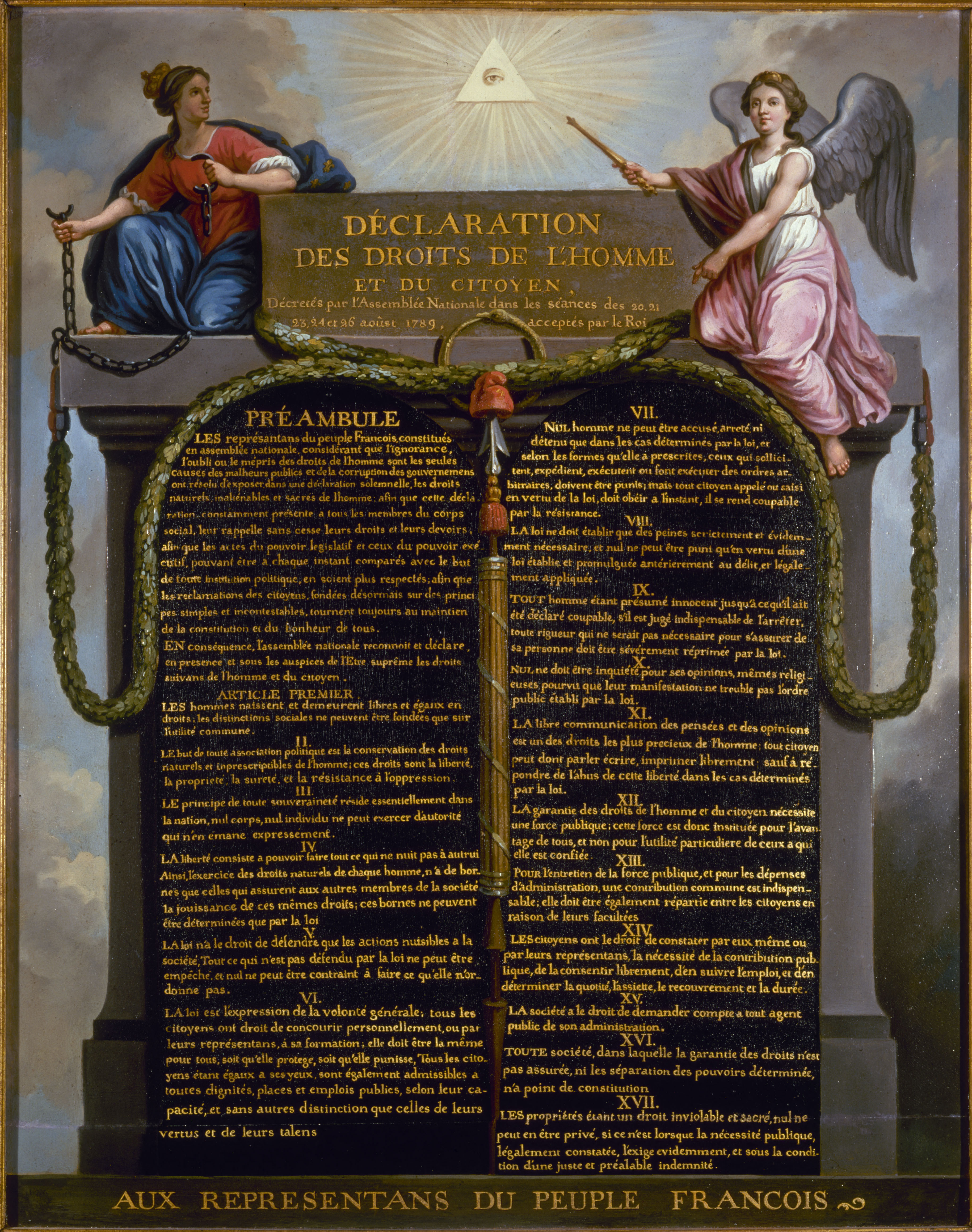
La preocupación por el orden público aparece en la Declaración de los Derechos del Hombre y del Ciudadano de 1789.

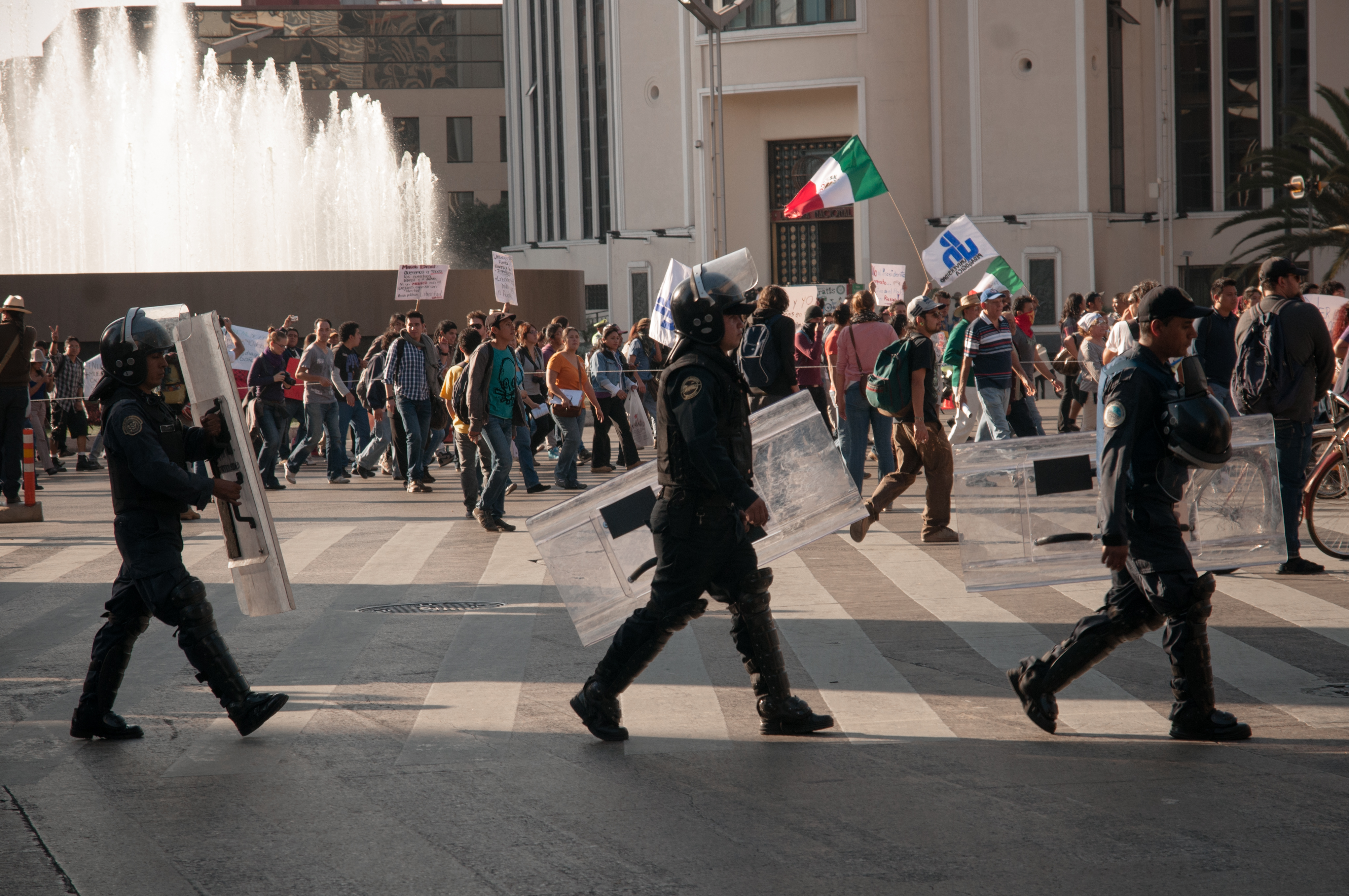
La seguridad ciudadana garantiza que se puedan ejercer los derechos individuales sin impedir a los demás disfrutar de los suyos.

El origen moderno del concepto «seguridad ciudadana» es consecuencia directa de otro concepto del siglo XVIII al inicio de la Edad Contemporánea: el orden público. Este es un concepto liberal que aparece en el artículo 10 de la Declaración de los Derechos del Hombre y del Ciudadano de 1789, documento fundamental de la Revolución Francesa: 

Nadie puede ser inquietado por sus opiniones, incluso las religiosas, siempre y cuando su manifestación no altere el orden público establecido por la ley.

Además el artículo cuatro del mismo documento relaciona la libertad individual con este concepto:

La libertad consiste en poder hacer todo lo que no sea perjudicial al otro. Así, el ejercicio de los derechos naturales de cada hombre no tienen otro límite que aquellos que aseguren a los otros miembros de la sociedad el disfrute de estos mismos derechos; estos límites sólo pueden estar determinados por la ley.

En este sentido, si extendemos el concepto de orden público como limitación a la libertad ideológica del artículo noveno, a la definición de libertad individual del artículo cuarto, aparece el concepto de orden público: «El orden público se establece como garantía y límite de la libertad y, como ésta, consiste en que nadie puede hacer nada que sea perjudicial a los demás».
Con el tiempo este concepto de orden público evolucionó hacia el de seguridad ciudadana, mucho más amplio, y que incorpora los valores del Estado social y democrático; hasta el punto que el concepto va más allá de forzar a los ciudadanos a la obediencia de la norma, sino garantizar la calidad de vida de los mismos.

Esta pregunta es bien interesante, porque al colocar en el mismo plano los conceptos de democracia y seguridad, percibimos con mayor claridad
el riesgo que se corre cuando frente a las demandas de seguridad, la democracia aparece asociada a sentimientos de peligro, miedo y urgencia. Se trata, entonces, de dejar de lado el paradigma del orden, para ubicarnos en el de la seguridad urbana, entendiendo seguridad de las personas y no seguridad del Estado.

En el contexto de España e Hispanoamérica el uso de distintos términos por los diferentes regímenes dictatoriales de la segunda mitad del siglo XX como eufemismos de 'represión' hacen que no siempre se asocie términos como los expuestos a valores asociados a la libertad. Así en el cono sur se prefiere el término «seguridad de los habitantes» u «orden público», ya que el término 'seguridad ciudadana' fue usado por las fuerzas armadas en los años 60 como aplicación de doctrinas represivas como la Doctrina de seguridad nacional (DSN) impartida en la Escuela de las Américas. En contraposición, en España la expresión 'seguridad ciudadana' se prefiere sobre 'orden público', usada como medio represivo en la dictadura de Francisco Franco.

## Definición y contenido del concepto
Existen múltiples conceptos y nociones del término «seguridad ciudadana» y su contenido concreto puede variar considerablemente dependiendo del actor o autor que lo utilice. Por ejemplo, no hay un consenso si la seguridad ciudadana se refiere también a riesgos o amenazas no intencionadas (accidentes de tránsito, desastres naturales) o de tipo económico y social (fraudes, delitos ecológicos, corrupción política...). Un punto en que sí concuerdan la gran mayoría de autores es que el término referencia a dos niveles de la realidad:
- Primero, se refiere a una condición de toda una comunidad de personas: a la ausencia de amenazas que pongan en peligro la seguridad colectiva. En ese sentido, el término tiene un significado normativo y evalúa una situación ideal.
- Segundo, se refiere a acciones concretas encaminadas a la eliminación de las amenazas de seguridad o hacia la protección de la población ante esas amenazas. En ese sentido, el término se refiere a prácticas existentes que buscan la idealidad de la norma.

Revisando la literatura sobre el tema se aprecian de manera general dos grandes esferas de conocimiento: la que se ocupa de los orígenes y consecuencias del fenómeno delincuencial, entendida como amenaza a los individuos, sus bienes y su estabilidad; y la relacionada con las fuerzas y estructuras que son las responsables de enfrentar dichas amenazas, como los sistemas policiacos, las fuerzas armadas y, más recientemente, modalidades diversas de seguridad ciudadana: comunitaria y privada.

Por ejemplo, la Organización de los Estados Americanos define la seguridad ciudadana como la inexistencia de violencia y delito, salvaguardada por el Estado:

La seguridad ciudadana es concebida por la Comisión como aquella situación donde las personas pueden vivir libres de las amenazas generadas por la violencia y el delito, a la vez que el Estado tiene las capacidades necesarias para garantizar y proteger los derechos humanos directamente comprometidos frente a las mismas. En la práctica, la seguridad ciudadana, desde un enfoque de los derechos humanos, es una condición donde las personas viven libres de la violencia practicada por actores estatales o no estatales.

Sin embargo, y en concordancia con el análisis histórico del término, hace énfasis en el carácter preventivo y de colaboración con la ciudadanía de las actuaciones del Estado y no una actividad reactiva ante la comisión del delito.

La seguridad ha sido desde siempre una de las funciones principales de los Estados. Indudablemente, con la evolución de los Estados autoritarios hacia los Estados democráticos ha ido evolucionando también el concepto de seguridad. El concepto de seguridad que se manejaba antes se preocupaba únicamente por garantizar el orden como una expresión de la fuerza y supremacía del poder del Estado. Hoy en día, los Estados democráticos promueven modelos policiales acordes con la participación de los habitantes, bajo el entendimiento de que la protección de los ciudadanos por parte de los agentes del orden debe darse en un marco de respeto de la institución, las leyes y los derechos fundamentales. Así, desde la perspectiva de los derechos humanos, cuando en la actualidad hablamos de seguridad no podemos limitarnos a la lucha contra la delincuencia, sino que estamos hablando de cómo crear un ambiente propicio y adecuado para la convivencia pacífica de las personas. Por ello, el concepto de seguridad debe poner mayor énfasis en el desarrollo de las labores de prevención y control de los factores que generan violencia e inseguridad, que en tareas meramente represivas o reactivas ante hechos consumados.

Sin embargo, el Programa de las Naciones Unidas para el Desarrollo aporta una definición inicial calificando la seguridad ciudadana de aquella seguridad humana que previene contra el delito súbito contra las personas y su patrimonio:

la seguridad ciudadana es una modalidad específica de la seguridad humana, que puede ser definida inicialmente como la protección universal contra el delito violento o predatorio. Seguridad ciudadana es la protección de ciertas opciones u oportunidades de todas las personas —su vida, su integridad, su patrimonio— contra un tipo específico de riesgo (el delito) que altera en forma "súbita y dolorosa" la vida cotidiana de las víctimas.

Aunque añade la faceta de la seguridad ciudadana como el ejercicio del desarrollo humano:

Al atentar contra la vida, la integridad o el patrimonio de sus víctimas, los delitos enumerados arriba impiden el ejercicio de una libertad concreta, sacrifican una opción legítima o destruyen una oportunidad de realización humana: la inseguridad ciudadana es una negación flagrante del desarrollo humano. Pero además de este impacto inmediato, los delitos en cuestión afectan negativamente otras variables o procesos económicos, sociales y políticos que a su vez facilitan el desarrollo humano.

Dicho de otra manera, una política de seguridad ciudadana inspirada en el desarrollo humano tiene que entender que la seguridad no es el único valor ni es un valor que pueda ser asegurado con prescindencia de la equidad y de la libertad.

## Aplicación actual: autoridad del Estado

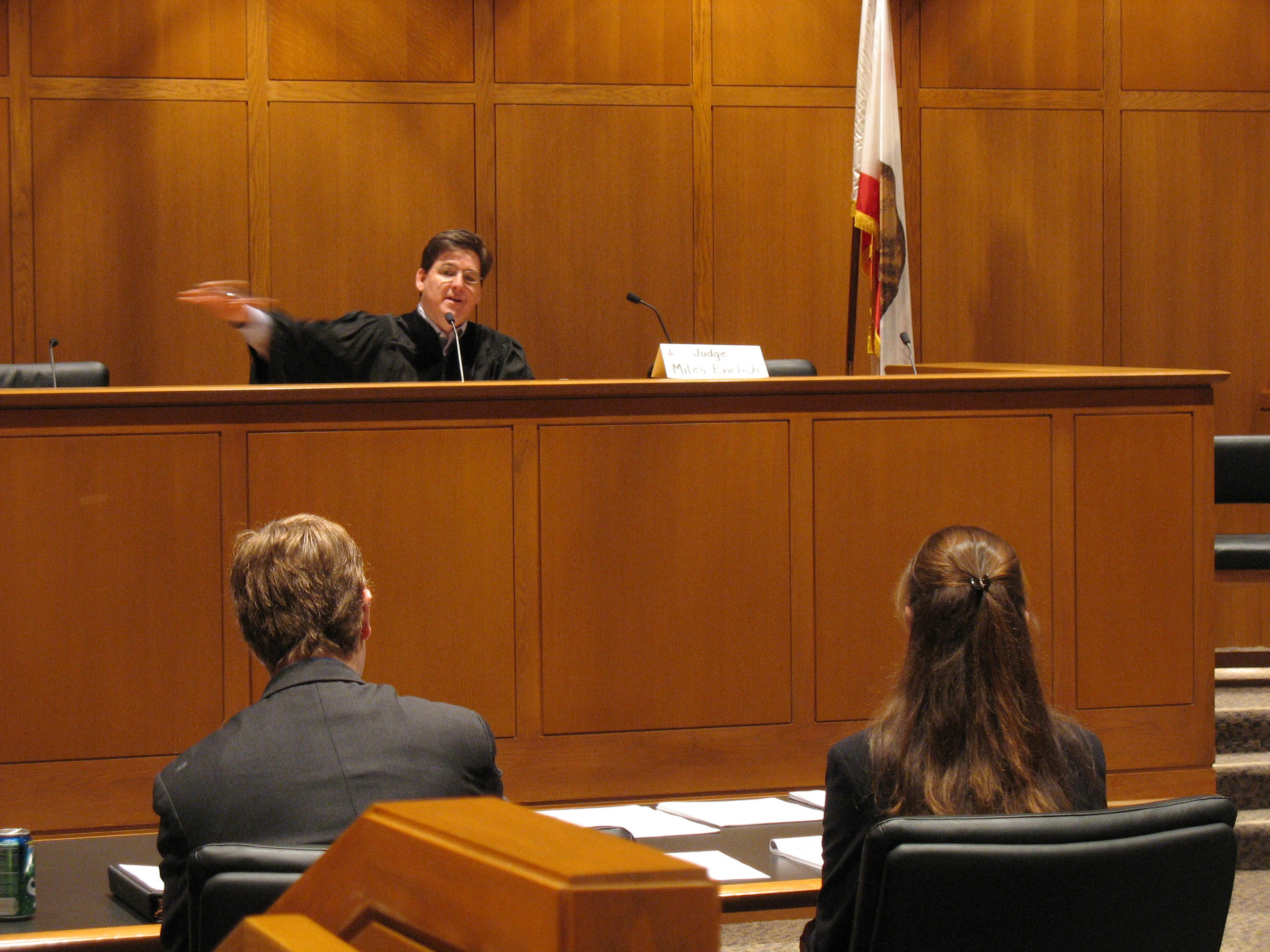
El ciudadano legitima con su voto la capacidad del Estado de obligar a cumplir las leyes y utilizar medios coercitivos. En la imagen, un juez en un tribunal de justicia.

Hablar de seguridad ciudadana implica casi de una forma automática hablar de una autoridad que ordene y garantice dicha seguridad. En la forma actual de concepción del Estado es este el que garantiza la seguridad ciudadana a través del monopolio de la violencia o el uso de medios coercitivos, siempre que este sea legitimado por algún tipo de expresión democrática como elecciones o referéndums. La autoridad es así ejercida por:
- Poderes públicos: La separación de poderes garantiza la coexistencia de tres poderes con capacidad para obligar a la ciudadanía a cumplir ciertos mandatos. Este poder, entendido como una cesión voluntaria de libertades al Estado, es ejercido de acuerdo a los tres poderes: legislativo, ejecutivo y judicial. En este sentido cabe añadir ciertas instituciones de gran importancia como son los parlamentos y senados, el Ministerio del Interior, el Ministerio Público y los tribunales de justicia, tanto de cada país como internacionales, pues ordenan y coordinan de forma directa dicha autoridad.
- Fuerzas policiales: Son la forma más directa que tiene el Estado de regular la acción ciudadana. Tienen atribuciones tanto de prevención, como puede ser el ordenamiento del tráfico, prevención en drogodependencia o las rondas de vigilancia; como de actuación tras el delito o falta, pudiendo iniciar investigaciones o deteniendo a ciudadanos sospechosos de haber incumplido la ley para ponerlos a disposición de la autoridad judicial.[14] Una reflexión muy interesante es la de distinguir entre una policía utilizada para la defensa de los intereses del Estado y otra que garantice la seguridad ciudadana, pues es esta última el modelo que se pretende adoptar en la actualidad:

El modelo de policía continental o al servicio del Estado, la policía tradicionalmente tenía como finalidad la protección y extensión del poder político en manos de las personas o grupos que gobiernan, evitando los comportamientos políticamente desviados; pese a que, paralelamente, a esta finalidad política, coexiste la necesidad de represión del delito. Lo que prima, en este caso, es el mantenimiento del orden público. En el sistema comunitario o anglosajón, la policía es un producto de las demandas sociales, de suerte que la sociedad se autorregula (self-policing) con un mínimo uso de la fuerza. De acuerdo a esta pauta, la necesidad social de seguridad de personas y bienes justifica, per se, la existencia de la policía. De esta manera, los ciudadanos son los primeros interesados en colaborar con la actuación policial, de tal suerte que se evite el recurso a la fuerza. Para concluir, podríamos decir que el modelo de policía comunitaria tiene su última justificación en el mantenimiento de la seguridad púbica.

- Ejército: La mayoría de los ejércitos posee un ejército profesional, que si bien suele encargarse de la defensa nacional, también participa en mantener la seguridad ciudadana en situaciones de emergencia, como desastres naturales, atentados terroristas o asistencia a los civiles en conflictos bélicos. De hecho, existen instituciones militares dedicadas por completo a estas labores como los cascos azules de la ONU o la Unidad Militar de Emergencias de España.
- Seguridad privada: Dependiendo del país, pueden existir fuerzas de seguridad privada. La mayor parte de las actuaciones que llevan a cabo es la protección de personas que así lo requieran, edificios y otras instalaciones, o control de accesos en locales de ocio y eventos multitudinarios. Si bien, la autoridad que posee suele ser menor y sus actuaciones son meramente disuasorias o de detención temporal hasta que la policía se haga cargo del detenido.
- Ciudadanos: El ciudadano cumple el papel más importante en la seguridad ciudadana, pues además de legitimar democráticamente las anteriores formas de autoridad, contribuye moderando sus propias acciones, denunciando actividades ilícitas, organizándose en asociaciones de prevención y concienciación... En ciertas jurisdicciones un ciudadano puede incluso detener a otro que esté comentiendo un delito o huido de la justicia.

Las principales críticas a esta concepción de la seguridad ciudadana emanan de las teorías anarquistas, que de forma resumida, rechazan la existencia de cualquier tipo de autoridad externa al individuo, que incluye al Estado y cualquier tipo de coerción.

### Eficacia del modelo
El Estado, como se ha dicho, es el máximo garante de la seguridad de los habitantes a día de hoy, pero es la manera en la que cada estado aplica sus políticas en materia de seguridad ciudadana lo que determina su eficacia.
De esta manera, en el contexto internacional actual existe una gran preocupación por asegurar que las acciones de los distintos estados para garantizar dicha seguridad no acaben amenazando los derechos de los ciudadanos. En este sentido, la Comisión Interamericana de Derechos Humanos se ha pronunciado en los siguientes términos:

En las Américas, y en especial en América Latina y el Caribe, los altos niveles de criminalidad acompañada por violencia contra las personas, genera también alarmas para la gobernabilidad democrática y la vigencia del Estado de Derecho, lo que se traduce en los bajos índices de confianza que la población manifiesta tener hacia el gobierno, el parlamento, la policía y el sistema judicial.

Los Estados deben encontrar respuestas a los problemas derivados de la violencia en el marco de las herramientas previstas en los instrumentos internacionales de derechos humanos y la vigencia del Estado de Derecho como pilares básicos para la superación de la pobreza y el pleno respeto a los derechos humanos y la dignidad de las personas.

El problema es pues compatibilizar las acciones del Estado con el respeto de la integridad y libertad de los ciudadanos, una preocupación que concuerda con la definición del concepto que se ha manejado. En consecuencia, la citada Comisión matiza:

Frente a esta situación, en varios países de la región se ha apelado a políticas que han resultado históricamente ineficaces para solucionar las demandas sociales sobre seguridad ciudadana, basadas en planteos de incrementar la presión punitiva; reducir las garantías procesales; o bajar la edad de imputabilidad para aplicar el derecho penal de adultos a los niños y niñas. Por otra parte, la falta de una adecuada respuesta del Estado ante la violencia y el delito, en ocasiones ha conducido a reproducir lógicas de relacionamiento social fundadas en la intolerancia y la estigmatización de personas o grupos de personas, favoreciendo la aparición de casos de violencia extralegal, de los cuales son responsables los llamados grupos de “limpieza social”, como “escuadrones de la muerte” o grupos parapoliciales y paramilitares.

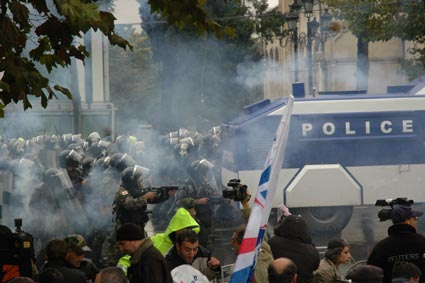
Si el Estado se extralimita en sus funciones o ignora los derechos de los ciudadanos aumenta la inseguridad de la población.

Es decir, que la seguridad ciudadana debe ser garantizada y defendida con más seguridad para que sea eficaz: seguridad humana, seguridad jurídica y defensa de los derechos humanos; sin que la seguridad ciudadana justifique cualquier tipo de inseguridad del ciudadano.

### Eficacia en la práctica. Crítica
La «seguridad ciudadana» se ha explicado hasta ahora como las acciones destinadas a proteger al ciudadano sin que con ello se violen sus libertades. Sin embargo, existen muchos casos en los que la aplicación práctica de los recursos ideados para proteger al ciudadano se vuelven en su contra, aumentando la desconfianza de este en el sistema. Por ejemplo, la Comisión Interamericana de Derechos Humanos expone que en la región de América Latina y el Caribe, según los datos del latinobarómetro, la desconfianza de la población en el sistema es más que notable:

A pesar de un crecimiento en el nivel de confianza verificado a partir de 1996, en 2006 solamente el 43% de la población de la región manifiesta tener confianza en el gobierno; el 37% en la policía; el 36% en el sistema judicial; y el 27% en el parlamento. Además, lo que aparece seguramente como el dato más serio de los analizados hasta el momento, solamente el 38% de la población expresa satisfacción con el régimen democrático.

En el caso de Europa las cifras son muy distintas, pues muestran que la población confía mucho más en la policía o la justicia, aunque no tanto en el gobierno.

Los primeros datos que presentamos muestran la valoración de los españoles de la policía. Más del 70% opina que hace muy bien o bien su trabajo. Este porcentaje es superior a la media europea, lo que significa que en términos comparados los españoles valoran de forma más bien positiva la labor llevada a cabo por los agentes policiales. Los ciudadanos de países nórdicos son los que valoran mejor el trabajo policial. Por el contrario, los ciudadanos ucranianos y los rusos son los que lo valoran de forma más negativa.

No obstante, se trata de un grupo más heterogéneo de estados donde ciertos países tienen unas tasas muy altas de confianza —como los países nórdicos y Europa Occidental— y otros muy bajas —como Europa Oriental y los países mediterráneos—.
Un claro ejemplo de este menosprecio a la seguridad jurídica de los habitantes es el que se produce cuando los medios que el Estado ha diseñado para salvaguardar la seguridad ciudadana u otros bienes jurídicos se aplican para reprimir las muestras de descontento de la población, como las manifestaciones; pudiendo así llegar a constituir un caso de represión política. Esta práctica es lo que en España se ha llamado "burorrepresión", en la que las multas coercitivas, el pago de determinadas tasas o la complicada burocracia impide que los ciudadanos ejerciten de una forma plena sus derechos. En este sentido, diversos movimientos relacionados con las protestas en España de 2011-2013 que adoptaron como forma de protesta la acampada en plazas públicas, como el Movimiento 15-M, han denunciado que «las autoridades se escudan en ordenanzas municipales sobre medio ambiente, limpieza, ruidos y seguridad vial para perseguir y despolitizar la reconquista desobediente de las plazas.» o que «los agentes policiales también utilizan la Ley de Seguridad Ciudadana para realizar identificaciones masivas que vulneran los derechos fundamentales».
Otro ejemplo se produce cuando se violan los derechos de los ciudadanos en nombre de causas como la lucha antiterrorista. Diversas actuaciones de los estados en materia de lucha antiterrorista han sido muy criticadas por violar los derechos fundamentales de las personas y no contribuir a la seguridad ciudadana como tal, sobre todo enmarcadas dentro de la Guerra contra el terrorismo. Por ejemplo, han sido muy criticados los centros clandestinos de detención como los de la CIA, el terrorismo de Estado como los GAL, o los asesinatos selectivos con aviones no tripulados de presuntos terroristas.

## Actuaciones

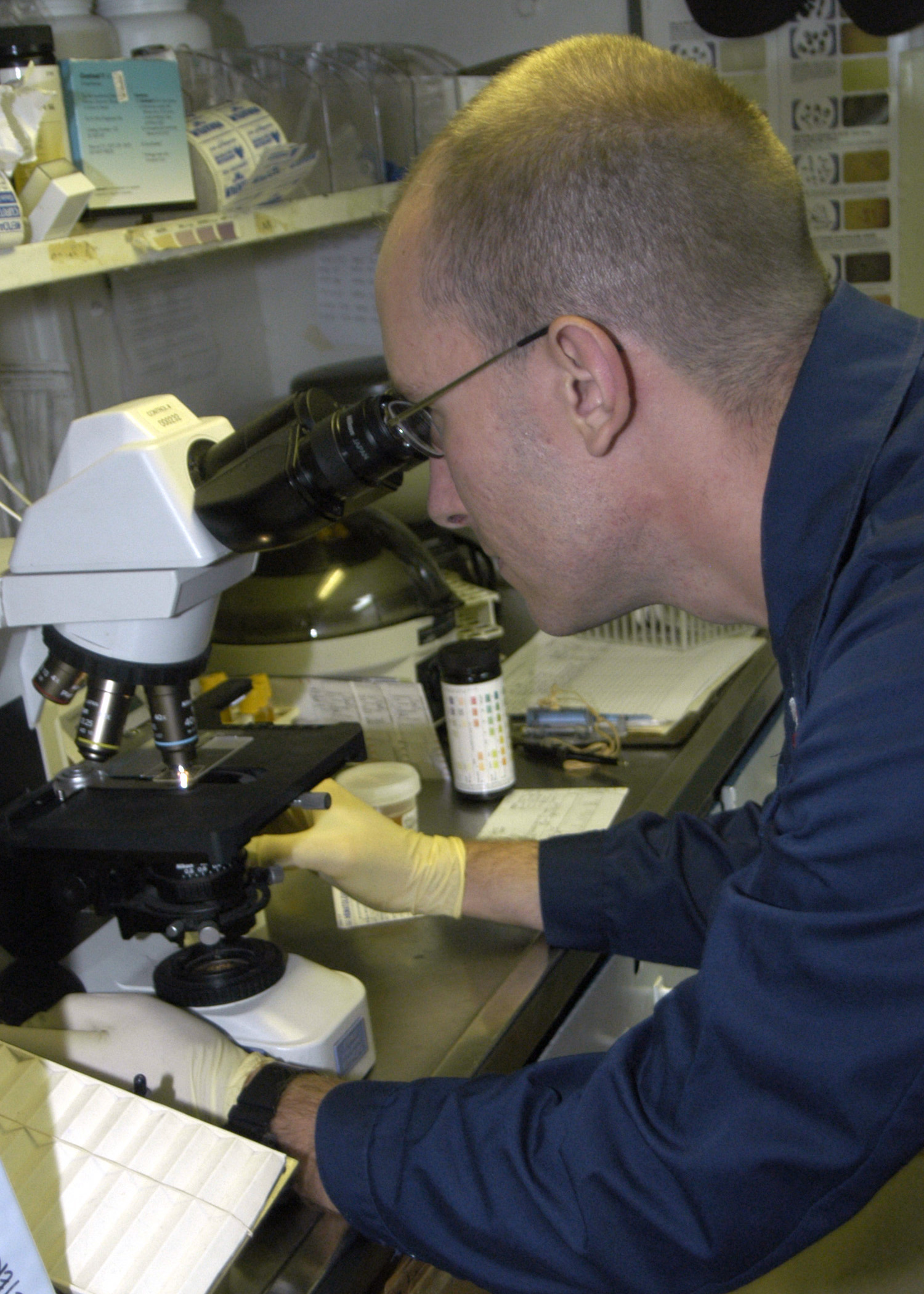
La investigación criminal del delito permite esclarecer las causas y culpables de este.

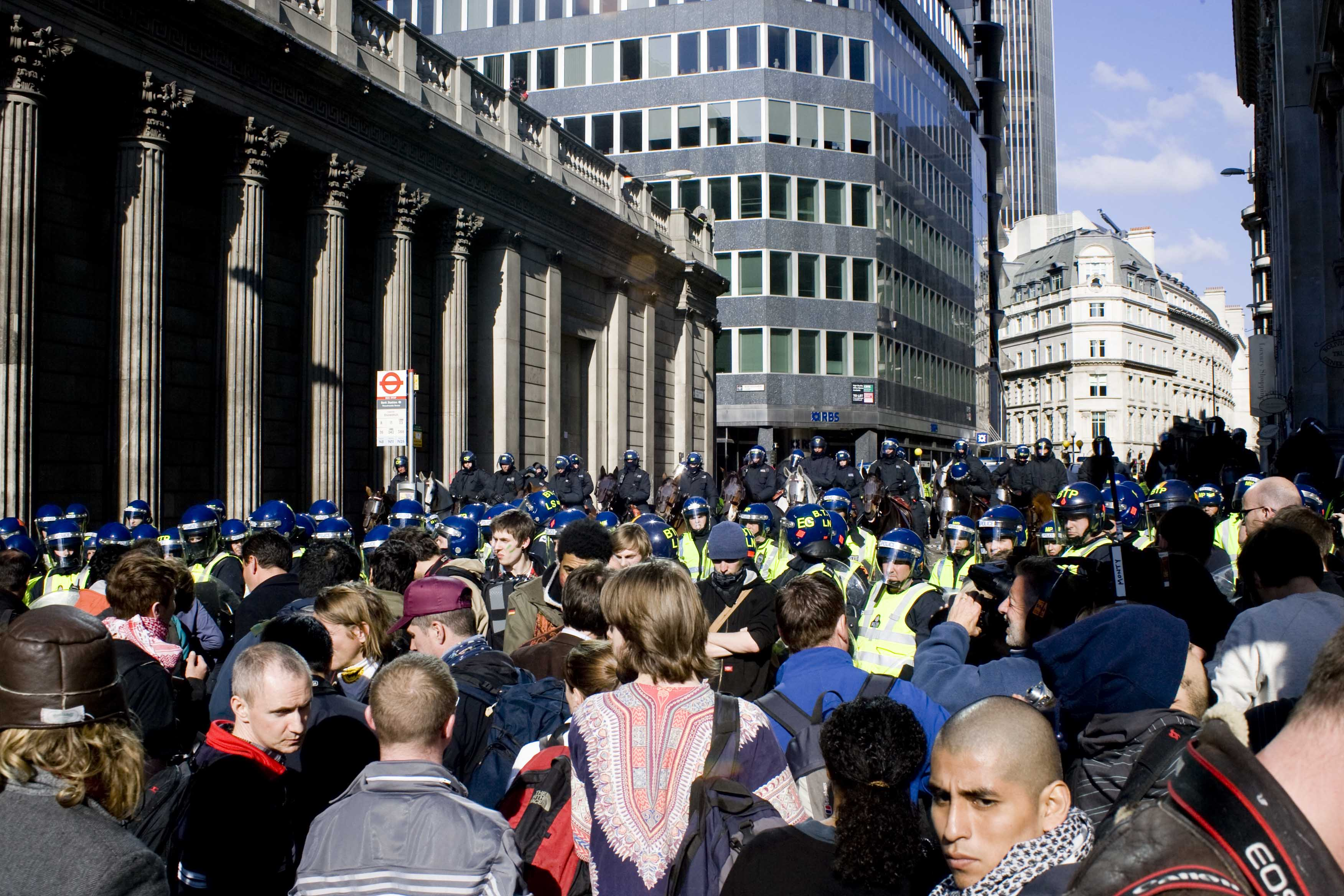
El control de personas en espacios públicos puede volverse peligroso, especialmente en grandes manifestaciones o eventos deportivos.

La protección civil se encarga de coordinar todos los servicios de emergencias de una ciudad o región. En la imagen, el símbolo distintivo de protección civil desde 1977.

En este marco de autoridad, el Estado lleva a cabo diferentes tareas para mantener la seguridad ciudadana, o dicho en otras palabras, evitar la inseguridad ciudadana:
- Prevención del delito: En la mayoría de legislaciones, es el Estado quien tiene los medios necesarios para evitar la comisión de cualquier tipo de delito o falta. El principal medio del que dispone son las fuerzas policiales, que haciéndose valer de la autoridad que poseen actúan allí donde sea necesario para proteger al ciudadano de cualquier amenaza, ya sea de oficio o mediante denuncia de un particular.[26] Este tipo de actuaciones se basa en la existencia de una legislación que establezca un marco normativo en el que el Estado puede limitar las acciones del ciudadano, y que establezca el límite de estas acciones para proteger al propio ciudadano de los abusos del sistema.[27] Por ejemplo, el Estado puede efectuar detenciones o interponer multas coercitivas o sanciones siempre que respete los derechos del ciudadano como el habeas corpus o su integridad física y emocional.
- Investigación del delito: La investigación del delito permite a la Justicia descubrir y condenar al culpable de este.[26] Para ello, la policía trabaja, dentro de los límites que marca la ley, para descubrir a los sospechosos de la comisión de cierto delito y de aportar las pruebas necesarias para su enjuiciamiento. Para lograr estos objetivos la policía puede servirse de cuerpos especializados como la policía científica o la policía tecnológica. Una vez esclarecidas las circunstancias del delito es en un tribunal de justicia donde se juzga a los sospechosos y se ejecutan las sentencias que pesen sobre estos con ayuda de la policía judicial.

Además, pueden existir unidades especiales dentro de la estructura policial para la resolución de delitos concretos, como los perpetrados contra la hacienda pública, narcotráfico, contraterrorismo, aduanas, etc.
- Ordenación de los espacios públicos: La afluencia de un gran número de personas a un evento, como un concierto, manifestación, mitin político o evento deportivo, puede resultar peligroso si no se controla a la masa de gente o las instalaciones no están adecuadas a las necesidades de espacio. Así, en muchos países es necesario comunicar dichas celebraciones por adelantado a la autoridad competente que, dependiendo de la legislación nacional, podrá limitar los derechos de libertad de tránsito y reunión de los ciudadanos en la vía pública. La administración asegura además, a través de normativas e inspecciones técnicas, que el espacio reservado para dicho evento tiene todas las garantías de seguridad para soportar el número de personas que asisten: accesos, protección contra incendios, alarmas, etc.

En ocasiones se produce una alteración violenta del orden público y suele ser necesario el despliegue de policía antidisturbios para contener a la masa de gente o limitar la destrucción de bienes de naturaleza pública o privada. Por ejemplo, los enfrentamientos entre dos equipos rivales al finalizar un evento deportivo suelen de necesitar que las fuerzas del orden intervengan.
- Protección y custodia de personas e instituciones: Muchas infraestructuras privadas requieren la presencia de un profesional de la seguridad que sepa como actuar ante cualquier amenaza, por lo que suele contratarse servicios de seguridad privada; o en el caso de instalaciones más sensibles como los edificios gubernamentales o aeropuertos, los servicios de la policía.

En otras ocasiones son las personas las que necesitan ser protegidas contra amenazas muy concretas, como del terrorismo o la violencia de género. Para ello existe la figura del guardaespaldas u otros servicios de escolta.
- Control de armas: El Estado puede regular el derecho a portar armas de las personas con el objetivo de garantizar la seguridad de los demás ciudadanos. En este sentido, existe un gran abanico de niveles de regulación de armas, desde países que prohíben toda fabricación, comercio, posesión y uso de armas de cualquier tipo hasta países más permisivos. Véase 'derecho a portar armas' para leer sobre estas regulaciones.
- Asistencia de emergencia y urgencia: El Estado ordena la asistencia urgente al ciudadano a través del servicio de protección civil, que coordina a la policía, los bomberos y la asistencia sanitaria de urgencia. Además, elabora planes y previsiones de cara a enfrentarse a posibles emergencias.

### Otras actuaciones concretas
Además del mantenimiento del orden público y la prevención e investigación de delitos, la seguridad ciudadana incluye más ámbitos:
- Contraterrorismo: El terrorismo, entendido como acciones que buscan de forma directa coaccionar a la sociedad mediante el terror, constituye una de los aspectos con más contenido en la actual definición de seguridad ciudadana. Desde el 11S se han consolidado diversas actuaciones concretas como los controles aeroportuarios o las listas negras de personas.[22][28]

- Seguridad vial: La seguridad vial consiste en las acciones destinadas a controlar el tráfico rodado y disminuir tanto el número de accidente como la mortalidad de estos. En este sentido toman gran importancia acciones como la señalización de las carreteras, el acondicionamiento de estas o las campañas de control de alcoholemia. La educación vial tiene por objetivo enseñar al ciudadano como conductor, pasajero o peatón, los conocimientos, destrezas, hábitos para que actúe de manera inteligente y razonable y respete las leyes que regulan el tránsito con el objetivo de prevenir y evitar accidentes viales.[29]

- Narcotráfico, tráfico de personas y tráfico de armas: El tráfico de drogas es un negocio ilícito que genera muchos ingresos y, por tanto, rivalidades entre organizaciones criminales que suelen ser violentas. Además, la droga es potencialmente peligrosa para la salud y genera dependencia, lo que mueve a las personas a saltarse la ley para obtener más droga. En este sentido, la seguridad ciudadana previene y lucha contra el tráfico de drogas. Situaciones parecidas de inseguridad ciudadana generan tanto el tráfico de personas como el tráfico de armas, con el agravante de que estas actividades ponen en serio riesgo la libertad y la seguridad de personas ajenas a estas actividades.[30]

- Asistencia especializada en delitos especiales: Cada vez más existen servicios policiales y civiles que se dedican en exclusiva a evitar que se atente contra la integridad y dignidad de los ciudadanos en delitos muy concretos que hasta hace bien poco pasaban desapercibidos o no existían:
  - Violencia de género.[31]
  - Atentados contra la libertad sexual de las personas como la violación.[32]
  - Acoso laboral, escolar o ciberacoso.[33]
  - Violencia contra minorías étnicas y colectivos LGBT.
  - Delitos informáticos como el apam o el fraude.[34]

En ese contexto, tanto las consecuencias de la violencia de género, como la de delitos comunes y todo tipo de acto que vaya contra el orden y las buenas costumbres debe ser enseñado en casa y en las escuelas, por maestros especializados o más informados en el tema. Los medios de comunicación, y en especial Internet, están haciendo los esfuerzos por mostrar, educar y prevenir a las personas ante el avance de la delincuencia. Vale el esfuerzo de los que escriben artículos, reportajes, cómics o historietas, crónicas, y todo tipo de formato que tenga la misión de hacer que la sociedad se sienta bien al vivir en una geografía más segura.
Dependiendo del país, existen regulaciones distintas en lo referido a estas formas de inseguridad ciudadana.